# Братска могила (Копривщица)
Вижте пояснителната страница за други значения на Братска могила.
Мемориален комплекс Братска могила е една от многото братски могили в България. Създаден е в памет на загиналите в антиправителствената въоръжена дейност преди 1944 година и при участието на България във войната срещу Третия Райх. Намира се в град Копривщица и е издигнат по проект на скулпторите Георги Гергов и Иван Кесяков. Открит е през 1958 г. в създадения по този повод малък парк.
Скулптурната композиция на партизанин и момиченце има размери 350/150/130 см. Фундамента на композицията е с размери 159/150/130 см. Зад централната скулптора, леко в дясно от нея има голяма гранитна морена с имената на загиналите в борбата с политическия режим преди 1944 година. Тя има размери от 350/300/80 см. На по-малка, също така гранитна морена с размери 250/220/70 см. е издълбан следният надпис:
| „ | За Вас ще пеят светли песни вековете – на комунизма светлите герои... | “ |

В годините след създаването на паметника до 1989 година тук ежегодно се провеждат възпоменателни изяви с тържествена заря-проверка и с участието на гражданството, държавни дейци от това време и представителни военни части. Тържествата традиционно са придружавани с изпълнения на духовия оркестър на училище „Любен Каравелов“.

## Имена на загинали през 1918 – 1944
Имена, издълбани на най-голямата морена:
- Антон Иванов – убит на 23 юли 1942 г.
- Яко Доросиев – убит на 26 март 1925 г.
- Салчо Василев – убит на 15 юли 1925 г.
- Костадин Доганов – убит на 29 септември 1923 г.
- Грую Ценов – убит на 5 февруари 1924 г.
- Борис Дишлиев – убит на 24 ноември 1919 г.
- Кирил Бояджиев – убит през 1925 г.
- Брайко Хаджилуков – убит през 1925 г.
- Рашко Брайков – умира през 1923 г.
- Динчо Пиринджиев – убит на 16 октомври  1941 г.
- Никола Юруков – убит на 10 юни 1927 г.
- Коста Малказанов – убит през 1918 г.
- Васил Икономов – убит на 20 юни 1925 г.
- Атанас Тумангелов – починал на 4 юли 1929 г.
- Нешо Мандулов – убит през 1939 г.
- Стоян Тороманов – убит през 1930 г.
- Георги Мандулов – убит на 27 юни 1925 г.
- Нешо Шабанов – убит на 27 юни 1925 г.
- Михаил Цицелков – убит на 5 декември 1924 г.
- Пенчо Видин – починал на 14 декември 1926 г.
- Иван Кривиралчев – убит на 31 март 1944 г.
- Христо Тороманов – убит на 31 март 1944 г.
- Иван Келчев (Войводата) – убит на 8 юли 1944 г.
- Борис Заков (Македончето) – убит на 3 май 1944 г.
- Тодор Голомяхов – убит през 1925 г.
- Нешо Тумангелов – убит през април 1941 г.
- Десьо Голомяхов – убит на 4 юни 1944 г.

## Загинали презучастието на България във войната срещу Третия Райх1944 – 1945 г.
Морената е добавена към мемориала няколко години по-късно със следните имена:
- Асен Пройчев Райков – загинал при Страцин на 13 октомври 1944 г.
- Генчо Сергиев Петров – загинал при Ново село на 30 октомври 1944 г.
- Искро Йовков Христов – загинал при превземането на Стражин на 18 октомври 1944 г.
- Найден Банчев Найденов – загинал при връх Бели камен на 30 октомври 1944 г.
- Стефан Владимиров Орашъков – загинал при Крива паланка на 29 октомври 1944 г.

### Цитирани източници
Врачев, Иван. Копривщица. Библиотека „Роден край“.   София, ОФ, 1980.